# Grandpa and Grandma Turn Young Again
Grandpa and Grandma Turn Young Again (jap. じいさんばあさん若返る Jii-san baa-san wakagaeru) – manga autorstwa Kagiri Araido. Była publikowana na kontach Twitter i Pixiv autora od października 2019 do czerwca 2024. Od lipca 2022 ukazywała się także na łamach magazynu „Gekkan Comic Alunna” wydawnictwa Media Factory.
Na podstawie mangi studio Gekkō wyprodukowało serial anime, który emitowano od kwietnia do czerwca 2024.

## Fabuła
Historia opowiada o starszej parze, Shōzo i Ine Saitō, którzy mieszkają w małym miasteczku w prefekturze Aomori. Pewnego dnia, sprawdzając swój sad jabłoniowy, zauważyli złote jabłko rosnące na jednym z drzew. Po jego zjedzeniu oboje odkryli, że fizycznie znów są młodzi.

## Bohaterowie
- Shōzō Saitō (jap. 斎藤 正蔵 Saitō Shōzō)

Seiyū: Shin’ichirō Miki 
- Ine Saitō (jap. 斎藤 イネ Saitō Ine)

Seiyū: Mamiko Noto 
- Mino Saitō (jap. 斎藤 未乃 Saitō Mino)

Seiyū: Shiori Mikami 
- Shiori Saitō (jap. 斎藤 詩織 Saitō Shiori)

Seiyū: Nao Tōyama 
- Shōta Igarashi (jap. 五十嵐 将太 Igarashi Shōta)

Seiyū: Junta Terashima 
- Yoshiaki Saitō (jap. 斎藤 義明 Saitō Yoshiaki)

Seiyū: Kazuyuki Okitsu 
- Kaede Saitō (jap. 斎藤 楓 Saitō Kaede)

Seiyū: Tomo Sakurai 
- Satoshi Takahashi (jap. 高橋 聡 Takahashi Satoshi)

Seiyū: Shōhei Kajikawa 
- Hajime Takahashi (jap. 高橋 一 Takahashi Hajime)

Seiyū: Nobuyuki Hiyama 
- Setsu Takahashi (jap. 高橋 セツ Takahashi Setsu)

Seiyū: Yū Kobayashi 

## Manga
Seria była publikowana na kontach Araido w serwisach Twitter i Pixiv od 26 października 2019 do 15 czerwca 2024. Od 13 lipca 2022 ukazywała się także na łamach magazynu „Gekkan Comic Alunna” wydawnictwa Media Factory. Całość została zebrana w 8 tankōbonach, wydawanych od 22 czerwca 2020 do 21 czerwca 2024.
| Nr | Data wydania (język japoński) | ISBN (język japoński)  |
| -- | ----------------------------- | ---------------------- |
| 1  | 22 czerwca 2020               | ISBN 978-4-04-064532-2 |
| 2  | 21 listopada 2020             | ISBN 978-4-04-065981-7 |
| 3  | 23 kwietnia 2021              | ISBN 978-4-04-680353-5 |
| 4  | 22 października 2021          | ISBN 978-4-04-680727-4 |
| 5  | 22 kwietnia 2022              | ISBN 978-4-04-681336-7 |
| 6  | 21 października 2022          | ISBN 978-4-04-681799-0 |
| 7  | 16 sierpnia 2023              | ISBN 978-4-04-682378-6 |
| 8  | 21 czerwca 2024               | ISBN 978-4-04-683683-0 |

## Anime
Adaptacja w formie telewizyjnego serialu anime została zapowiedziana 9 sierpnia 2023. Seria została wyprodukowana przez studio Gekkō i wyreżyserowana przez Masayoshiego Nishidę. Scenariusz napisała Yukie Sugawara, postacie zaprojektowała Nagisa Takahashi zaprojektował postacie, a muzykę skomponował Tomoki Hasegawa. 11-odcinkowe anime było emitowane od 7 kwietnia do 16 czerwca 2024 w AT-X i innych stacjach. Motywem otwierającym jest „Kimi ga ojīchan atashi ga obāchan” (jap. 君がおじいちゃんあたしがおばあちゃん) autorstwa Koresawy, natomiast końcowym „Soitoge Yo-Yo!!” (jap. 添い遂げYO-YO!!) w wykonaniu Shin’ichirō Mikiego i Mamiko Noto. Prawa do streamingu serii nabył Crunchyroll.

## Odbiór
W 2020 roku seria zajęła szóste miejsce w konkursie Next Manga Award w kategorii najlepsza manga internetowa.
Do 21 października 2022 manga rozeszła się w nakładzie ponad 1 miliona egzemplarzy.